# Pedro Erquicia
Pedro Erquicia López de Montenegro (Sant Sebastià, 24 de març de 1943-Madrid, 20 d'abril de 2018) va ser un periodista espanyol. Va desenvolupar la major part de la seva carrera a Televisió Espanyola. Va ser creador i primer director del programa Informe semanal (1973-1978). A l'octubre de 1988 es va convertir en el primer director de Telemadrid càrrec en el qual va romandre fins a 1990. Des de 1990 a 2008 va dirigir i va presentar Documentos TV.

## Trajectòria
Es va graduar en periodisme per l'Escola Oficial el 1967, encara que dos anys abans ja havia començat a treballar com a col·laborador en els estudis de TVE al passeig de l'Havana.
Es va incorporar a Televisió Espanyola al juliol de 1965 i al març de 1968 va entrar a formar part de la plantilla de l'empresa on va ocupar posats de responsabilitat en diferents èpoques i es va situar al capdavant dels programes informatius més destacats entre ells Panorama de actualidad (1968-1970) o Telediario (1972-1973) com a redactor en cap.
El 1973 el llavors director dels serveis informatius li va encarregar l'engegada d'un programa setmanal —un format que ja existia en altres cadenes de televisió del món—, que, sobre la base de petits reportatges, analitzés l'actualitat de la setmana. Així, va crear i va ser el primer director d'Informe Semanal, el més veterà dels programes que encara s'emeten per TVE i que va començar la seva marxa el 31 de març. Va estar al capdavant del programa fins al 1978 i ho va presentar entreal el 1976 i 1978, un treball premiat amb els Premis Ondas, Avi i Alpha, entre d'altres.
Posteriorment, i fins al 1984, se li va encarregar la corresponsalia de la cadena pública als Estats Units d'Amèrica, càrrec que va exercir amb una interrupció el 1981 quan va ser nomenat primer sotsdirector i després director dels Serveis Informatius. Va ser en aquesta època quan li va tocar cobrir l'intent de cop d'Estat perpetrat el 23 de febrer de 1981 i va gravar el missatge a la nació del cap d'estat Joan Carles I d'Espanya.
Al seu retorn de Washington DC, va dirigir i va presentar el programa Europa, Europa (1985-1986), monogràfic sobre cadascun dels països membres de la llavors Comunitat Europea. Més tard seguirien els informatius Buenos días (1987) i 48 horas. Al capdavant d'aquest últim només va romandre unes quantes setmanes, ja que va ser destituït de manera fulminant.
En els dos anys següents va dirigir la nova cadena autonòmica Telemadrid.
Al seu retorn a TVE, el 1990, es va ocupar de l'adreça i presentació del programa Documentos TV, que des del setembre de 1996 fins al març de 2008, va compaginar amb el càrrec de director de Programes d'Actualitat i Recerca (des de 2004 només de Recerca). A més, el 1999 va dirigir el programa de reportatges En clave actual.
El gener de 2007 es va iniciar l'expedient de regulació d'ocupació que va afectar tots els treballadors d'RTVE majors de cinquanta anys, al qual es va negar a acollir-se. En la remodelació posterior que suposa l'inici de la nova Corporació, la Direcció de Programes de Recerca no va figurar en l'organigrama.
Es va jubilar l'abril de 2008 quan va complir els seixanta-cinc anys, edat obligatòria per a la jubilació a Espanya en aquell moment. Va morir el 20 d'abril de 2018 després d'una llarga malaltia.
Erquicia va ser la persona que va presentar als posteriorment reis d'Espanya: Felipe de Borbó i Letizia Ortiz.

## Premis rebuts
- Antena de Oro (1973) per Informe Semanal.
- Premi Ondas (1975) per Informe semanal.